# (9379) Dijon
(9379) Dijon ist ein Asteroid des Hauptgürtels, der am 18. August 1993 vom belgischen Astronomen Eric Walter Elst am Observatoire de Calern (IAU-Code 010) nördlich von Grasse entdeckt wurde.
Der Asteroid ist Mitglied der Koronis-Familie, einer Gruppe von Asteroiden, die nach (158) Koronis benannt ist.
(9379) Dijon wurde am 2. April 1999 nach Dijon benannt, einer Stadt im Osten Frankreichs, Hauptstadt des Départements Côte-d’Or und die Hauptstadt der Region Burgund, die für ihren Senf bekannt ist.